# Anopheles japonicus
Anopheles japonicus este o specie de țânțari din genul Anopheles, descrisă de Yamada în anul 1918. Conform Catalogue of Life specia Anopheles japonicus nu are subspecii cunoscute.